# Fibra òptica multimode

L'estructura d'una fibra multimode típica: Nucli amb diàmetre 50 µm Revestiment amb diàmetre 105 µm Protecció amb diàmetre 400 µm Funda amb diàmetre 980 µm

La fibra òptica multimode és un tipus de fibra òptica que s'utilitza principalment per a la comunicació a distàncies curtes, com ara dins d'un edifici o en un campus. Els enllaços multimode es poden utilitzar per a velocitats de dades de fins a 100 Gbit/s. La fibra multimode té un diàmetre central força gros que permet propagar múltiples modes de llum i limita la longitud màxima d'un enllaç de transmissió a causa de la dispersió modal. L'estàndard G.651.1 defineix les formes més utilitzades de fibra òptica multimode.
L'equip utilitzat per a les comunicacions a través de fibra òptica multimode és menys car que el de la fibra òptica monomode. La velocitat de transmissió i els límits de distància típics són de 100 Mbit/s per a distàncies de fins a 2 km (100BASE-FX), 1 Gbit/s fins a 1000 m, i 10 Gbit/s fins a 550 m.
A causa de la seva gran capacitat i fiabilitat, la fibra òptica multimode s'utilitza generalment per a aplicacions troncals en edificis. Un nombre creixent d'usuaris apropen els avantatges de la fibra a l'usuari fent córrer la fibra a l'escriptori o a la zona. Les arquitectures que compleixen els estàndards, com ara el cablejat centralitzat i la fibra fins al recinte de telecomunicacions, ofereixen als usuaris la possibilitat d'aprofitar les capacitats de distància de la fibra centralitzant l'electrònica a les sales de telecomunicacions, en lloc de tenir electrònica activa a cada planta.
La fibra multimode s'utilitza per transportar senyals de llum cap a i des d'equips d'espectroscòpia de fibra òptica en miniatura (espectròmetres, fonts i accessoris de mostreig) i va ser fonamental en el desenvolupament del primer espectròmetre portàtil.
La principal diferència entre fibra òptica multimode i monomode és que la primera té un diàmetre de nucli molt més gran, normalment de 50 a 100 micròmetres; molt més gran que la longitud d'ona de la llum que hi transporta. A causa del nucli gran i també de la possibilitat d'una gran obertura numèrica, la fibra multimode té una capacitat de "recollida de llum" més alta que la fibra monomode. En termes pràctics, la mida més gran del nucli simplifica les connexions i també permet l'ús d'electrònica de baix cost, com ara díodes emissors de llum (LED) i làsers emissors de superfície de cavitat vertical (VCSEL) que operen al 850. nm i 1300 longitud d'ona nm (les fibres monomode utilitzades en telecomunicacions solen funcionar a 1310 o 1550 nm). Tanmateix, en comparació amb les fibres monomode, el límit del producte ample de banda i distància de fibra multimode és més baix. Com que la fibra multimode té una mida de nucli més gran que la fibra monomode, admet més d'un mode de propagació; per tant, està limitat per la dispersió modal, mentre que el mode únic no ho és.